# Guti
För fotbollsspelaren, se José María Gutiérrez.
Guti var en folkgrupp i Mesopotamien som omkring 2200–2100 f.Kr. behärskade stora delar av Mesopotamien.
Gutier är sumerernas namn på bergsstammar i Zagros, vilka utgjorde ett ständigt hot mot flodslättens städer och var orsaken till det fornakkadiska rikets fall omkring år 2200 f.Kr. samt upproret mot den assyriska kungen Sargon.
Sumerer, babylonier och senare även assyrier omnämner från och med utgången av det tredje årtusendet före Kristus ett folk i de centrala och nordöstliga zagrosbergen som kallades för quti, qurti, gutier eller kurti och hörde hemma i ett land som kallades Gutium eller Kardaka i dagens sydöstra Turkiet, norra Syrien och norra Irak. Gutier har tidigare ansetts som möjliga förfäder till kurderna. Detta är dock kraftigt ifrågasatt då kurderna är ett indo-iranskt folk och de första Indo-iranierna i Mesopotamien var Mittanierna som kom till området cirka 500 år efter att gutiernas kortlivade stormakt föll. Dock är det inte orimligt att kurdernas förfäder har beblandat sig med både Mittanier och Gutier; Därför finns det fortfarande många historiker som anser denna teori vara sannolik.

## Historia

### Tidig historia
Gutierna hade inget eget skriftspråk så det som finns nedtecknat om dem har skrivits av de folk som bodde i närliggande områden. De beskrivs av sumererna som ett olyckligt, barbariskt och rovgirigt folk som bodde i bergen norr om Elam och öst om Babylon. I Sumeriska kungalistan står att det i Gutium inte fanns någon känd storkung. De härskade över sig själva och kungar härskade i tre till fem år. Detta tros kunna betyda att det gutiska kungaskapet roterade mellan olika stammar eller att Gutium var en oligarki.

### 2400–2200 f.Kr.
Gamla babyloniska kopior vars original skall ha varit handlingar skrivna av Lugal-Anne-Mundu av Abad (2400 f.Kr.) nämner gutierna som ett av de folk som betalar honom tribut. Texten placerar gutierna som boende söder om Subartu och norr om Elam. Gutierna verkar här anses vara en framstående nomadstam boende i Zargosbergen.
Även Sargon av Akkad (cirka 2340–2284 f.Kr) nämner dem. Han listar dem bland folk vars territorier han erövrat. Han placerar dem söder om lullibierna, arameerna och akkad men norr om nikku och der. En stele från Naram-sins tid (2254–2218 f.Kr.) talar om hur Naram-sin av Akkad besegrade en gutisk arme på 360 000 soldater ledda av kung Gula'an. Naram-sin skall själv ha förlorat 90 000 man i striden. Enligt babylonska legender ska Gutiernas land även ha plundrats av lullubier under denna tid.
Shar-Kali-Sharri av Akkad (2217–2193 f.Kr.) skall under sin tid på tronen ha tillfångatagit den gutiske kungen Sharlag och därmed kuvat Gutium.

### Tidigt 2100-tal f.Kr.
När det akkadiska imperiet började förfalla mot slutet av Shar-kali-sharris tid som konung bröt sig gutierna fria och de började utföra räder mot de mesopotamiska områdena. Gutiernas taktik var snabba anfall mot relativt oskyddade mål för att sedan snabbt retirera tillbaka till sina egna områden. Anfallen pågick i årtionden och nötte sakta ut det akkadiska riket. Ekonomin tog skada då det blev farligt att resa och svält uppstod då det var riskfyllt för de akkadiska bönderna att arbeta ute på fälten. Det akkadiska riket var till slut så försvagat att gutierna lyckades inta staden Akkad i sig. Akkad förstördes så grundligt att det idag är okänt vart staden faktiskt låg. Gutierna fortsatte med att erövra delar av Sumer och intog staden Uruk. Dock verkar flera stadsstater så som Gudea och Lagash ha klarat  sig från erövring. Även Elam verkar under en kort period ha fallit till gutierna. Detta då en staty i Nippur av den gutiska konungen Erridupizir bär inskriptionen "Kung av Gutierna, Kung av de fyra världsändarna". Gutierna kom att dominera Mesopotamien fram till mitten av 2000-talet f.Kr. 
Gutierna verkar ha varit dåliga härskare då de saknade en tradition av byråkrati och saknade kunskap om hur stadsstater var organiserade. Detta visade sig främst i städernas kanalsystem som tilläts förfalla vilket resulterade i svält. Under gutierna kom de mesopotamiska civilisationerna att för en kort period uppleva tillbakagång i sin utveckling.

### Gutiernas fall
Cirka 2050 f.Kr. skall Utu-hengal som troligen var guvernör av Uruk under gutierna ha gjort uppror. Han befriade staden och kom att leda en koalitionsarme bestående av sumeriska stadsstater mot det gutiske konungen Tirigian. Tirigian besegrades på  en okänd plats och flydde till staden Dubrum där han tillfångatogs av befolkningen som var rädda för Utu-hengals annalkande trupper. Tirigian överlämnades till Utu-hengal och tvingades lova att han skulle lämna Mesopotamien och återvända till Gutium vilket han verkar ha gjort. Utu-hengal grundade den tredje dynastin av Ur som kom att bli härskare över det sista sumeriska storriket. 
Utu-hengal dog i och med en olycka efter 7 år på tronen. Han kom att efterträdas av Ur-nammu av staden Ur. Ur-nammu drev ut resterande gutier ur Mesopotamien och erövrade även stadsstater som under gutierna hållit sig självständiga. Han ledde sedan en kampanij mot själva Gutium men stupade i strid.
Gutierna fortsatte under de följande århundradena att vara ett hot mot de Mesopotamiska staterna men de kom aldrig att erövra områden utanför Gutium igen.

## Kungalista
| Gutis regenter            | Regeringstid          | Noter                                              |
| ------------------------- | --------------------- | -------------------------------------------------- |
| Erridupizir               | cirka 2141–2138 f.Kr. | Kunglig inskription i Nippur                       |
| Imta eller Nibia          | cirka 2138–2135 f.Kr. |                                                    |
| Inkishush                 | cirka 2135–2129 f.Kr. | Första gutiska härskaren på sumeriska kungalistan. |
| Zarlagab                  | cirka 2129–2126 f.Kr. |                                                    |
| Shulme                    | cirka 2126–2120 f.Kr. |                                                    |
| Silulumesh eller Elulmesh | cirka 2120–2114 f.Kr. |                                                    |
| Inimabakesh               | cirka 2114–2109 f.Kr. |                                                    |
| Igeshaush                 | cirka 2109–2103 f.Kr. |                                                    |
| Yarlagab                  | cirka 2103–2088 f.Kr. |                                                    |
| Ibate                     | cirka 2088–2085 f.Kr. |                                                    |
| Yarla eller Yarlangab     | cirka 2085–2082 f.Kr. |                                                    |
| Kurum                     | cirka 2082–2081 f.Kr. |                                                    |
| Apilkin                   | cirka 2081–2078 f.Kr. |                                                    |
| La-erabum                 | cirka 2078–2076 f.Kr. |                                                    |
| Irarum                    | cirka 2076–2074 f.Kr. |                                                    |
| Ibranum                   | cirka 2074–2073 f.Kr. |                                                    |
| Hablum                    | cirka 2073–2071 f.Kr. |                                                    |
| Puzur-Suen                | cirka 2071–2064 f.Kr. | Son till Hablum                                    |
| Yarlaganda                | cirka 2064–2057 f.Kr. | Inskription i Umma                                 |
| Si'um eller Si'u          | cirka 2057–2050 f.Kr. | Inskription i Umma                                 |
| Tirigan                   | cirka 2050–2050 f.Kr. | Besegrad av Utu-hengal av Uruk                     |